# Đội tuyển bóng đá bãi biển quốc gia Việt Nam
Đội tuyển bóng đá bãi biển quốc gia Việt Nam (tiếng Anh: Vietnam national beach soccer team) là đội tuyển bóng đá bãi biển do Liên đoàn bóng đá Việt Nam quản lí, đại diện cho Việt Nam thi đấu giải bóng đá bãi biển trên đấu trường Quốc tế.

## Tổng quan
Trưởng phòng Tạo nguồn nhân lực-Bóng đá nữ-Futsal-Bóng đá phong trào Trương Hải Tùng từng khởi xướng cho ra đời một đội tuyển bóng đá bãi biển quốc gia của Việt Nam. Năm 2008, đội được thành lập, lấy bãi biển Nha Trang của tỉnh Khánh Hòa làm sân nhà. Theo bảng xếp hạng bóng đá bãi biển năm 2014, tuyển bãi biển Việt Nam xếp thứ 31 thế giới với 90 điểm. Tại khu vực châu Á, đội đứng thứ tư sau UAE, Iran và Nhật Bản.
Đội tuyển bãi biển Việt Nam đã dự năm kỳ Đại hội Thể thao Bãi biển châu Á với một lần đứng hạng tư năm 2014. Việt Nam đăng cai kỳ 2016 và chọn sân Công viên Biển Đông, Đà Nẵng làm sân thi đấu chính thức. Với giải vô địch bãi biển châu Á, Việt Nam dự kỳ 2015 và không vượt qua vòng bảng.
Với giải vô địch bãi biển Đông Nam Á, đội thua Malaysia 4–6 chung kết kỳ 2014 vào ngày 29 tháng 10 trên sân Teluk Cempedak. Ngày 24 tháng 11 năm 2018, Việt Nam vô địch giải đấu này sau khi đánh bại Thái Lan với tỷ số 6–4 trong trận chung kết trên sân Tanjung Benoa, Bali, Indonesia.
Tại Giải vô địch bóng đá bãi biển châu Á, đội tuyển Việt Nam chỉ tham dự một lần vào năm 2015 nhưng không vượt qua vòng bảng với 3 trận toàn thua. Hai năm sau đó 2017 và 2019, đội tuyển đủ điều kiện tham dự nhưng rút lui do thiếu kinh phí.

## Huấn luyện viên
| Họ tên           | Quốc gia | Năm       | Kết quả dự giải |
| ---------------- | -------- | --------- | --- |
| Đặng Quốc Hùng   | Việt Nam | 2008-2015 | Đại hội Thể thao Bãi biển châu Á 2008: Vòng bảng · Đại hội Thể thao Bãi biển châu Á 2010: Vòng bảng · Đại hội Thể thao Bãi biển châu Á 2012: Vòng bảng · Giải vô địch bóng đá bãi biển Đông Nam Á 2014: Á quân · Đại hội Thể thao Bãi biển châu Á 2014: Hạng tư · Giải vô địch bóng đá bãi biển châu Á 2015: Vòng bảng |
| Trương Công Tuân | Việt Nam | 2016-2017 | Giải vô địch bóng đá bãi biển Đông Nam Á 2016: Vô địch · Đại hội Thể thao Bãi biển châu Á 2016: Tứ kết · |
| Lê Văn Tú        | Việt Nam | 2018      | Giải vô địch bóng đá bãi biển Đông Nam Á 2018: Vô địch · |
| Trương Công Tuân | Việt Nam | 2019      | Giải vô địch bóng đá bãi biển Đông Nam Á 2019: N/A |

## Đội ngũ kỹ thuật
| Vị trí                 | Họ tên           |
| ---------------------- | ---------------- |
| Trưởng đoàn            | Phạm Ngọc Tuấn   |
| Huấn luyện viên trưởng | Mai Văn Đức      |
| Trợ lý huấn luyện viên | Huỳnh Ngọc Cường |
| Trợ lý huấn luyện viên | Đỗ Viết Cường    |
| Bác sĩ                 | Lê Văn Đô        |

## Danh sách cầu thủ
Số cầu thủ tham dự Giải vô địch bóng đá bãi biển Đông Nam Á 2019 từ 13/11 đến 17/11/2019 tại bãi biển Laem Tan, Thái Lan.
| Số | VT | Cầu thủ            | Ngày sinh (tuổi)  | Trận | Bàn | Câu lạc bộ |
| -- | -- | ------------------ | ----------------- | ---- | --- | ---------- |
| 1  | TM | Trần Công Thành    | 7 tháng 1, 1992   | 0    | 0   | Quảng Ninh |
| 15 | TM | Nguyễn Anh Quang   | 6 tháng 11, 1998  | 0    | 0   | Khánh Hòa  |
|    |    |                    |                   |      |     |            |
| 2  | HV | Trần Văn Hòa       | 12 tháng 1, 1987  | 0    | 4   | Đà Nẵng    |
| 3  | HV | Hồ Quốc Hưng       | 19 tháng 7, 1994  | 0    | 2   | Đà Nẵng    |
| 4  | HV | Mai Đức Rim        | 12 tháng 8, 1996  | 0    | 3   | Quảng Ninh |
| 5  | HV | Mai Văn Mãnh       | 1 tháng 2, 1991   | 0    | 0   | Khánh Hòa  |
| 6  | HV | Trần Ngọc Bảo      | 16 tháng 1, 1996  | 0    | 0   | Khánh Hòa  |
|    |    |                    |                   |      |     |            |
| 7  | TV | Trần Vĩnh Phong    | 1 tháng 8, 1989   | 0    | 10  | Khánh Hòa  |
| 8  | HV | Bùi Xuân Bình      | 28 tháng 2, 1990  | 0    | 0   | Bình Thuận |
| 9  | TV | Nguyễn Đình Hoàng  | 24 tháng 12, 1993 | 0    | 0   | Khánh Hòa  |
| 10 | TĐ | Bùi Trần Tuấn Anh  | 13 tháng 3, 1990  | 0    | 23  | Tây Ninh   |
| 11 | TV | Lê Quý Long Vỹ     | 19 tháng 11, 1994 | 0    | 0   | Đà Nẵng    |
| 12 | HV | Nguyễn Khắc Tin    | 10 tháng 2, 1992  | 0    | 0   | Bình Thuận |
| 14 | TV | Huỳnh Bá Hoàng Anh | 29 tháng 9, 1999  | 0    | 0   | Đà Nẵng    |

### Từng triệu tập
| Số | VT | Cầu thủ          | Ngày sinh (tuổi)  | Trận | Bàn | Câu lạc bộ |
| -- | -- | ---------------- | ----------------- | ---- | --- | ---------- |
|    | TM | Ngô Quốc Cường   | 28 tháng 7, 1988  | 0    | 0   | Đà Nẵng    |
|    | TV | Mai Bá Cường     | 8 tháng 12, 1986  | 0    | 2   | Việt Nam   |
|    | HV | Huỳnh Ngọc Cường | 22 tháng 10, 1988 | 0    | 2   | Việt Nam   |

## Các giải đấu
| Giải vô địch bóng đá bãi biển thế giới | Giải vô địch bóng đá bãi biển thế giới | Giải vô địch bóng đá bãi biển thế giới | Giải vô địch bóng đá bãi biển thế giới | Giải vô địch bóng đá bãi biển thế giới | Giải vô địch bóng đá bãi biển thế giới | Giải vô địch bóng đá bãi biển thế giới | Giải vô địch bóng đá bãi biển thế giới | Giải vô địch bóng đá bãi biển thế giới |
| Năm                                    | Kết quả                                | Vị trí                                 | STr                                    | T                                      | T+                                     | B                                      | Bt                                     | Bb                                     |
| -------------------------------------- | -------------------------------------- | -------------------------------------- | -------------------------------------- | -------------------------------------- | -------------------------------------- | -------------------------------------- | -------------------------------------- | -------------------------------------- |
| 1995 đến 2013                          | Không tham dự                          | Không tham dự                          | Không tham dự                          | Không tham dự                          | Không tham dự                          | Không tham dự                          | Không tham dự                          | Không tham dự                          |
| 2015                                   | Không vượt qua vòng loại               | Không vượt qua vòng loại               | Không vượt qua vòng loại               | Không vượt qua vòng loại               | Không vượt qua vòng loại               | Không vượt qua vòng loại               | Không vượt qua vòng loại               | Không vượt qua vòng loại               |
| 2017                                   | Không tham dự                          | Không tham dự                          | Không tham dự                          | Không tham dự                          | Không tham dự                          | Không tham dự                          | Không tham dự                          | Không tham dự                          |
| 2019                                   | Không tham dự                          | Không tham dự                          | Không tham dự                          | Không tham dự                          | Không tham dự                          | Không tham dự                          | Không tham dự                          | Không tham dự                          |
| 2023                                   | Không tham dự                          | Không tham dự                          | Không tham dự                          | Không tham dự                          | Không tham dự                          | Không tham dự                          | Không tham dự                          | Không tham dự                          |
| 2025                                   | Chưa xác định                          | Chưa xác định                          | Chưa xác định                          | Chưa xác định                          | Chưa xác định                          | Chưa xác định                          | Chưa xác định                          | Chưa xác định                          |
| Tổng cộng                              |                                        | 0/23                                   | 0                                      | 0                                      | 0                                      | 0                                      | 0                                      | 0                                      |

| Cúp bóng đá bãi biển châu Á | Cúp bóng đá bãi biển châu Á        | Cúp bóng đá bãi biển châu Á        | Cúp bóng đá bãi biển châu Á        | Cúp bóng đá bãi biển châu Á        | Cúp bóng đá bãi biển châu Á        | Cúp bóng đá bãi biển châu Á        | Cúp bóng đá bãi biển châu Á        | Cúp bóng đá bãi biển châu Á        |
| Năm                         | Kết quả                            | Vị trí                             | STr                                | T                                  | T+                                 | B                                  | Bt                                 | Bb                                 |
| --------------------------- | ---------------------------------- | ---------------------------------- | ---------------------------------- | ---------------------------------- | ---------------------------------- | ---------------------------------- | ---------------------------------- | ---------------------------------- |
| 2006 đến 2013               | Không tham dự                      | Không tham dự                      | Không tham dự                      | Không tham dự                      | Không tham dự                      | Không tham dự                      | Không tham dự                      | Không tham dự                      |
| 2015                        | Vòng bảng                          | Thứ tư                             | 3                                  | 0                                  | 0                                  | 3                                  | 11                                 | 14                                 |
| 2017                        | Đủ điều kiện tham dự nhưng rút lui | Đủ điều kiện tham dự nhưng rút lui | Đủ điều kiện tham dự nhưng rút lui | Đủ điều kiện tham dự nhưng rút lui | Đủ điều kiện tham dự nhưng rút lui | Đủ điều kiện tham dự nhưng rút lui | Đủ điều kiện tham dự nhưng rút lui | Đủ điều kiện tham dự nhưng rút lui |
| 2019                        | Đủ điều kiện tham dự nhưng rút lui | Đủ điều kiện tham dự nhưng rút lui | Đủ điều kiện tham dự nhưng rút lui | Đủ điều kiện tham dự nhưng rút lui | Đủ điều kiện tham dự nhưng rút lui | Đủ điều kiện tham dự nhưng rút lui | Đủ điều kiện tham dự nhưng rút lui | Đủ điều kiện tham dự nhưng rút lui |
| 2023                        | Không tham dự                      | Không tham dự                      | Không tham dự                      | Không tham dự                      | Không tham dự                      | Không tham dự                      | Không tham dự                      | Không tham dự                      |
| Tổng cộng                   | Vòng bảng                          | 1/8                                | 3                                  | 0                                  | 0                                  | 3                                  | 11                                 | 14                                 |

| Bóng đá bãi biển tại Đại hội Thể thao Bãi biển châu Á | Bóng đá bãi biển tại Đại hội Thể thao Bãi biển châu Á | Bóng đá bãi biển tại Đại hội Thể thao Bãi biển châu Á | Bóng đá bãi biển tại Đại hội Thể thao Bãi biển châu Á | Bóng đá bãi biển tại Đại hội Thể thao Bãi biển châu Á | Bóng đá bãi biển tại Đại hội Thể thao Bãi biển châu Á | Bóng đá bãi biển tại Đại hội Thể thao Bãi biển châu Á | Bóng đá bãi biển tại Đại hội Thể thao Bãi biển châu Á | Bóng đá bãi biển tại Đại hội Thể thao Bãi biển châu Á |
| Năm                                                   | Kết quả                                               | Vị trí                                                | STr                                                   | T                                                     | T+                                                    | B                                                     | Bt                                                    | Bb                                                    |
| ----------------------------------------------------- | ----------------------------------------------------- | ----------------------------------------------------- | ----------------------------------------------------- | ----------------------------------------------------- | ----------------------------------------------------- | ----------------------------------------------------- | ----------------------------------------------------- | ----------------------------------------------------- |
| 2008                                                  | Vòng bảng                                             | 9/16                                                  | 3                                                     | 2                                                     | 0                                                     | 1                                                     | 12                                                    | 12                                                    |
| 2010                                                  | Vòng bảng                                             | 13/16                                                 | 3                                                     | 0                                                     | 0                                                     | 3                                                     | 9                                                     | 17                                                    |
| 2012                                                  | Vòng bảng                                             | 9/15                                                  | 3                                                     | 1                                                     | 0                                                     | 2                                                     | 7                                                     | 10                                                    |
| 2014                                                  | Hạng tư                                               | 4/13                                                  | 6                                                     | 2                                                     | 1                                                     | 3                                                     | 20                                                    | 26                                                    |
| 2016                                                  | Tứ kết                                                | 6/11                                                  | 3                                                     | 1                                                     | 0                                                     | 2                                                     | 15                                                    | 8                                                     |
| Tổng cộng                                             | Hạng tư                                               | 5/5                                                   | 18                                                    | 6                                                     | 1                                                     | 11                                                    | 64                                                    | 73                                                    |

| Giải vô địch bóng đá bãi biển Đông Nam Á | Giải vô địch bóng đá bãi biển Đông Nam Á | Giải vô địch bóng đá bãi biển Đông Nam Á | Giải vô địch bóng đá bãi biển Đông Nam Á | Giải vô địch bóng đá bãi biển Đông Nam Á | Giải vô địch bóng đá bãi biển Đông Nam Á | Giải vô địch bóng đá bãi biển Đông Nam Á | Giải vô địch bóng đá bãi biển Đông Nam Á | Giải vô địch bóng đá bãi biển Đông Nam Á |
| Năm                                      | Kết quả                                  | Vị trí                                   | STr                                      | T                                        | T+                                       | B                                        | Bt                                       | Bb                                       |
| ---------------------------------------- | ---------------------------------------- | ---------------------------------------- | ---------------------------------------- | ---------------------------------------- | ---------------------------------------- | ---------------------------------------- | ---------------------------------------- | ---------------------------------------- |
| 2014                                     | Á quân                                   | 2/8                                      | 5                                        | 3                                        | 0                                        | 2                                        | 24                                       | 15                                       |
| 2016                                     | Vô địch                                  | 1/8                                      | 5                                        | 5                                        | 0                                        | 0                                        | 39                                       | 11                                       |
| 2018                                     | Vô địch                                  | 1/8                                      | 5                                        | 4                                        | 0                                        | 1                                        | 20                                       | 18                                       |
| 2022                                     | Không tham dự                            | Không tham dự                            | Không tham dự                            | Không tham dự                            | Không tham dự                            | Không tham dự                            | Không tham dự                            | Không tham dự                            |
| Tổng cộng                                | Vô địch                                  | 3/4                                      | 15                                       | 12                                       | 0                                        | 3                                        | 83                                       | 44                                       |

## Nhà tài trợ
Các nhà tài trợ chính bao gồm:
- Yanmar[4][5]
- Grand Sport[6]
- Suzuki Vietnam[7][8]
- Sony Vietnam[9][10]
- Z.Com[11]
- VPMilk[12]
- Acecook[13]

Nhà tài trợ khác bao gồm:
- Eximbank [vi]
- Petro Vietnam
- Hoa Sen Group
- Kova Paint
- Next Media
- Dong Luc Group
- Viettel Mobile
- Cuulong Steel
- Thai Son Nam Group
- Canh Buom Do Group
- Huu Lien A Chau Joint-Stock Company

## Các danh hiệu
Khu vực
- Giải vô địch bóng đá bãi biển Đông Nam Á

 Vô địch (2): 2016, 2018
 Hạng nhì (1): 2014